# Landsret
Landsretterne er to domstole, der blev oprettet i 1919 til afløsning af de hidtidige landsoverretter. En dommer i en landsret kaldes landsdommer, og landsretten ledes af en præsident. Landsretterne fungerer som appelinstanser for byretterne. Landsret er også navnet på Grønlands Landsret som oprindelig var underordnet Østre Landsret men er i dag en appeldomstol på lige fod med Vestre og Østre Landsret.
Vestre Landsret har sæde i Viborg, mens Østre Landsret har sæde i København. Nogle af Landsrettens møder finder dog sted i de så kaldte bitingsteder. Vestre Landsret har bitingsteder i Aarhus, Esbjerg, Aalborg, Kolding og Sønderborg ligesom Østre Landsret har bitingsted i Odense, Nykøbing F, Rønne og Thorshavn. 
Vestre Landsret har jurisdiktion over Jylland, mens Østre Landsret har jurisdiktion over øerne, samt Færøerne. Søndre Landsret havde sæde i Sønderborg i 1920-1927 og havde jurisdiktion over Sønderjylland. Efter 1927 overtog Vestre Landsret de sønderjyske sager. 
De to landsretter beskæftiger ca. 100 landsdommere og er inddelt i afdelinger med tre landsdommere tilknyttet hver afdeling, som både tager sig af straffesager og civile sager. Landsretterne har til straffesagerne knyttet domsmænd og nævninger.